# Amerikaner und Kanadier
Kanadier und Amerikaner sind Schiffstypen, die nach dem Krieg als Bausätze von Kanada und den USA an Frankreich geliefert wurden.

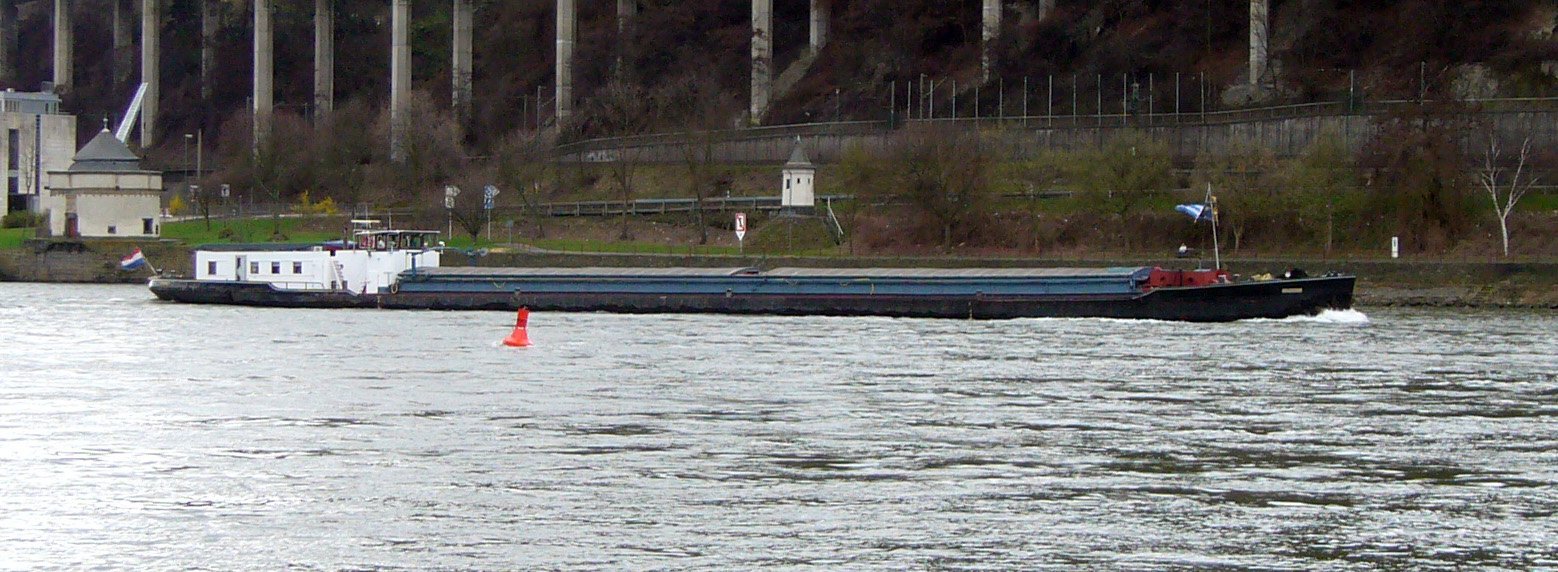
Motorschiff kanadischer Bauart

## Geschichte
Die in der Binnenschifffahrt als Kanadier oder Amerikaner bezeichneten Frachtschiffe unter französischer Flagge waren Schiffe, die im Rahmen des Marshallplans als deutsche Wiedergutmachung von den USA und Kanada an Frankreich geliefert wurden. Sie sollten beim Wiederaufbau der französischen Binnenflotte, die durch den Zweiten Weltkrieg stark dezimiert war, helfen. Schon vor dem Krieg sind Entwürfe für Binnenschiffe bei der Werft de Biesbosch in Dordrecht gemacht worden, konnten aber nicht mehr gebaut werden. Während des Krieges nahm man Verbindung mit amerikanischen Werften auf, die auch die Liberty- und Victory-Schiffe bauten.
Am 1. Juli 1947 kam das erste Schiff als Bausatz in Rotterdam an. Die Einzelteile wurden zur Werft de Biesbosch gebracht und dort zusammengebaut. Die Vor- und Achterschiffe waren schon fertig ausgerüstet, die Mittelteile wurden in Sektionen angeliefert. Es wurden komplette Schiffe geliefert, von den Schweißelektroden bis zur Inneneinrichtung und Ausrüstung. Das erste Schiff wurde Anfang 1948 in Dienst gestellt, das letzte lief 1953 vom Stapel.

## Daten
Es wurden zwei verschiedene Größen gebaut.
Die amerikanischen Schiffe hatten die Abmessungen:
- Länge 63,31 m
- Breite 7,07 m
- Tiefgang 3,75 m
- 720 Tonnen Tragfähigkeit

Die kanadischen Schiffe mit den Maßen:
- Länge 73,50 m
- Breite 8,20 m
- Tiefgang 2,81 m
- 900 Tonnen Tragfähigkeit

Da alle Schiffe auf verschiedenen Werften gebaut wurden, entstanden auch kleinere Abweichungen in den Abmessungen.
Die kleinen Schiffe kamen von US-Werften und heißen deswegen Amerikaner, die größeren Schiffe von kanadischen Werften.
Im Vergleich zu den damaligen europäischen Binnenschiffen waren diese Schiffe sehr modern. Es gab Strom an Bord, Zentralheizung und warmes Wasser, Kühlschränke, Bad mit Dusche und Kochherde mit Ölbrennern.
Angetrieben wurden die Schiffe von einem Motor mit 480 PS, der direkt umsteuerbar war. Der  geschweißte Rumpf der Schiffe hatte eine sehr elegante Form: schlanker Bug und ein sehr strömungsgünstiges Achterschiff. Die Ruderanlage war elektrisch, wurde aber später wegen zu vieler Ausfälle umgerüstet. Insgesamt wurden von dem großen Schiffstyp 95 Einheiten auf verschiedenen Werften in den Niederlanden und in Frankreich zusammengebaut. Von dem kleinen Typ entstanden 47 Stück in Dordrecht.
Viele dieser Schiffe fahren noch heute. Sie wurden häufig umgebaut (verlängert, stärkere Motoren, modernisiert), trotzdem erkennt man sie noch immer an ihrer Form.

## Quelle
Binnenschiffsbilder.de

## Weblink
- Ausführliche Informationen zu diesen Schiffen